# Jean-Paul Dumont (homme politique)
Pour les articles homonymes, voir Jean-Paul Dumont et Dumont.
Jean-Paul Dumont, né en 1952 et mort le 21 mars 2009 à Uccle, est un avocat et homme politique belge bruxellois, ancien membre du PSC.

## Biographie
Il fait ses humanités au lycée Molière de Uccle. Il est licencié en droit (Namur et UCL). Il est avocat au Barreau de Bruxelles.
Il compte 130 procès d'assises à son actif. Il a défendu et obtenu l'acquittement en 1994 d'Axel Zeyen, accusé de participation à l'enlèvement de Paul Vanden Boeynants, dans le cadre du procès de la bande de Patrick Haemers. On le vit aux côtés de l’avocat Jean-Michel Systermans, engagé dans les Tueries du Brabant ou encore dans l’affaire Graindorge et tant d’autres.
Dans les années 1980, il était l'étoile montante du CEPIC, l'extrême droite du PSC . 
Jean-Paul Dumont a été condamné le 5 mars 2009 à 12 mois de prison avec sursis pour une escroquerie au préjudice d'un de ses clients, à qui il avait fait croire qu'il était recherché en Belgique.
Il a été retrouvé sans vie au domicile de son père,.
Jean-Paul Dumont faisait partie du journal satirique « Père Ubu ». 

## Carrière politique
- Ancien conseiller communal, puis échevin de l’État civil de Uccle
- 1991-1995 : député bruxellois (remplaçant Nathalie de T' Serclaes)